# 豐間根站
豐間根站（日语：／ Toyomane eki */?）是位於岩手縣上閉伊郡山田町豐間根3番地，三陸鐵道的谷灣線車站。
此站的愛稱為「松茸之里」。

## 歷史
- 1935年（昭和10年）11月17日：鐵道省山田線車站啟用[1]。
- 1987年（昭和62年）4月1日：伴隨國鐵分割民營化，車站由東日本旅客鐵道（JR東日本）營運[2][1]。
- 2011年（平成23年）3月11日：發生東北地方太平洋近海地震（東日本大震災），使此站暫停營業。
- 2019年（平成31年）3月23日：包含此站在內宮古站至釜石站之間重開，同時三陸鐵道繼承該區段[3]。

## 車站構造
此站是地面車站，設有1面1線的單式月台。曾經此站設有2面2線的相對式月台，可進行列車交會。

## 車站周邊
- 岩手縣道290號宮古山田線（日语：岩手県道290号宮古山田線）
- 國道45號
- 豐間根郵局
- 山田町公所豐間根分所
- 山田町立豐間根中學

## 相鄰車站
三陸鐵道
■谷灣線
陸中山田－豐間根－拂川

## 注腳
1. 1 2 3  曾根悟（監修）. 朝日新聞出版分冊百科編集部（編集） , 编. . 週刊朝日百科. 21号 釜石線・山田線・岩泉線・北上線・八戸線. 朝日新聞出版. 2009-12-06: 18-19 （日语）.
2. ↑  『交通年鑑 昭和63年版』 交通協力會，1988年3月。
3. ↑   (PDF).   [2021-01-22]. （原始内容存档 (PDF)于2019-10-14）.

## 外部連結
- 車站·周邊資訊【豐間根站】 （页面存档备份，存于）（日語）：三陸鐵道